# イブラヒーム・アル＝シャハラーニ
イブラヒーム・アル＝シャハラーニ（Ibrahim Suwayed Al-Shahrani、1974年7月21日 - ）は、サウジアラビアの元サッカー選手。元サウジアラビア代表。ポジションはミッドフィールダー。

## 来歴
1997年にサウジアラビア代表デビュー。1998 FIFAワールドカップ・アジア予選では13試合に出場、1998 FIFAワールドカップ出場権を獲得した。ワールドカップではグループステージ全3試合に出場した。2002 FIFAワールドカップでもグループステージ全3試合に出場した。2005年までに86試合に出場、24得点をあげた。

## 代表歴

### 出場大会
- サウジアラビア代表
  - 1998 FIFAワールドカップ
  - 2002 FIFAワールドカップ

### 試合数
- 国際Aマッチ 86試合 24得点（1997年-2005年）[1]

| サウジアラビア代表 | 国際Aマッチ | 国際Aマッチ |
| 年                 | 出場        | 得点        |
| ------------------ | ----------- | ----------- |
| 1997               | 19          | 6           |
| 1998               | 19          | 5           |
| 1999               | 12          | 5           |
| 2000               | 2           | 0           |
| 2001               | 9           | 1           |
| 2002               | 5           | 1           |
| 2003               | 1           | 0           |
| 2004               | 16          | 6           |
| 2005               | 3           | 0           |
| 通算               | 86          | 24          |